# Goban

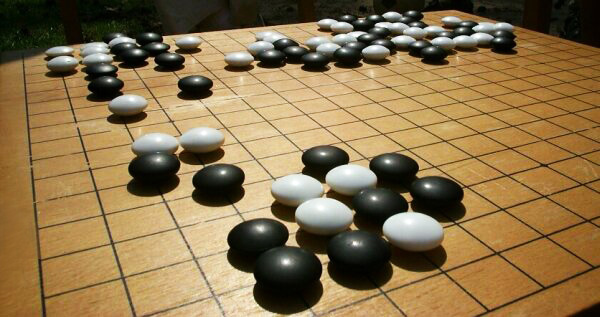
Goban (plansza do gry w Go) z kamieniami zagranymi w czasie gry

Goban (jap. 碁盤; chiń. 棋板, pinyin: qíbǎn lub trad. 棋盤 upr. 棋盘, qípán, kor. 바둑판 - paduk p'an) – plansza do go złożona z 19 poziomych i 19 pionowych linii, na których przecięciach kładzie się kamienie. Czasami stosuje się również mniejsze rozmiary np. 9x9 lub 13x13. Bardzo rzadko spotyka się plansze o parzystej liczbie linii. Na standardowym gobanie zaznaczone są hoshi, tengen oraz punkty na 4. linii równo oddalone od dwóch najbliższych hoshi.

## Tradycyjne japońskie plansze

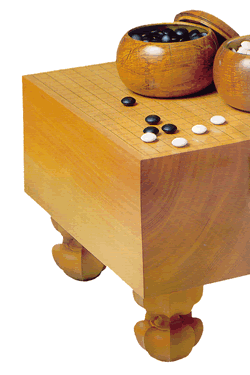
Część planszy do go

Zgodnie z japońską tradycją, plansze do go wykonuje się przeważnie z drewna. Najbardziej cenione gatunki to torreja orzechowa (Torreya nucifera) i grujecznik japoński (Cercidiphyllum japonicum). Choć nie ma w tym względzie ścisłych wymagań, goban zazwyczaj ma 45,45 cm długości, 42,42 cm szerokości oraz 15,15 cm grubości.
Należy zwrócić uwagę, że plansza ma kształt prostokąta a nie kwadratu co ma spowodować złudzenie grania na powierzchni o równych bokach, gdy patrzy się na nią pod odpowiednim kątem. Z tego samego powodu przestrzeń między liniami ma wymiary 2,37 x 2,20 cm.
Każda linia powinna mieć grubość mniej więcej 1 mm i, zgodnie z tradycją, być naniesiona jednym cięciem katany uprzednio namoczonej w atramencie. Niektóre z punktów wyróżnia się kropkami o średnicy 4 mm.
Na środku spodniej ściany umieszcza się małe wcięcie, tzw. heso. Obecnie robi się to ze względu na tradycję i nie jest pewne, czemu miało ono służyć w przeszłości. Popularnością cieszą się jednak teorie, jakoby miało to wzmacniać całą konstrukcję lub poprawiać dźwięk wydawany przy uderzeniu kamieniem. Plansza stoi na czterech ręcznie rzeźbionych nogach, których wysokość wynosi ok. 10 cm. Ich przekrój poprzeczny jest często zbliżony do ośmiokąta foremnego, a kształt ma przywodzić na myśl formę kwiatu, aby, jak mówi tradycja, przypominać oglądającym grę, że mają zachowywać się równie cicho.